# Aethalia
Die Aethalia ist eine Doppelendfähre der italienischen Reederei Blu Navy.

## Geschichte
Die Fähre wurde unter der Baunummer P87 auf der griechischen Werft Frantzis Shipyard für die dänische Reederei Nordic Ferry Services gebaut und im Juni 2009 abgeliefert. Im Juli 2009 wurde es im als Samsøtrafikken vermarkteten Fährverkehr zur Insel Samsø zwischen Hou auf Jütland und Sælvig auf Samsø in Dienst gestellt.
Zum 1. Oktober 2010 wurde die Reederei in Danske Færger umfirmiert und die Verbindung nach Samsø als SamsøFærgen vermarktet.
Ende September 2014 wurde die Fähre von der Fährverbindung zwischen Hou und Sælvig abgezogen und nach einer Überholung auf einer Werft ab Anfang April 2015 zwischen Kalundborg auf Seeland und Ballen auf Samsø eingesetzt. Im Sommer 2015 wurde die Fähre in Samsø umbenannt.
Durch die Fusion der Reederei Danske Færger mit der Reederei Molslinjen im Juli 2018 kam die Fähre zu Molslinjen, die die Fährverbindung weiter als SamsøFærgen vermarkteten.
Ende Oktober 2024 wurde die Fähre außer Dienst gestellt und anschließend nach Kanada an die Cooperative de Transport Maritime et Aérien (CTMA) verkauft. Diese bewarb sich für den Betrieb der Fährverbindung über den Sankt-Lorenz-Strom zwischen Rivière-du-Loup und Saint-Siméon. Da die CTMA nicht mit der Durchführung des Fährverkehrs beauftragt wurde, trennte sie sich schon im Januar 2025 wieder von der Fähre und verkaufte sie an die italienische Reederei Blu Navy.
Das bisher unter dänischer Flagge betriebene Schiff soll von Blu Navy als Aethalia unter italienischer Flagge im Fährverkehr zur Insel Elba eingesetzt werden. Der Name der Fähre erinnert an den antiken griechischen Namen der Insel Elba.

## Technische Daten und Ausstattung
Die Fähre wird von vier Dieselmotoren angetrieben. Die Motoren wirken auf vier Propellergondeln, von denen sich je zwei an den beiden Enden der Fähre befinden. Gebaut wurde die Fähre mit vier Mitsubishi-Dieselmotoren des Typs S16 MTPA mit jeweils 1170 kW Leistung. Anfang 2017 wurden die Antriebsmotoren durch vier Caterpillar-Dieselmotoren des Typs 3512 mit jeweils 1250 kW Leistung ersetzt. Für die Stromerzeugung stehen zwei von Mitsubishi-Dieselmotoren mit jeweils 335 kW Leistung angetriebene Generatoren zur Verfügung. Weiterhin wurde ein von einem Dieselmotor angetriebener Notgenerator verbaut.
Die Fähre verfügt über ein durchlaufendes Fahrzeugdeck auf Deck 2 (Hauptdeck) sowie ein weiteres Fahrzeugdeck auf dem darunterliegenden Deck 1. Das Fahrzeugdeck auf Deck 2 ist über herunterklappbare Rampen an den beiden Enden der Fähre zugänglich, Deck 1 ist über interne Rampen mit Deck 2 verbunden. 2015 wurde die Fähre auf einer Seite mit einem im Deck 2 fest eingehängten zusätzlichen Fahrzeugdeck für den Transport von Pkw nachgerüstet. An Bord stehen 550 Spurmeter zur Verfügung. Die Fähre kann bis zu 120 Pkw befördern. Die nutzbare Durchfahrtshöhe auf Deck 2 beträgt 4,5 m. Die Passagierkapazität beträgt 600 Personen.
Oberhalb des Fahrzeugdecks auf Deck 2 befinden sich drei weitere Decks. Auf Deck 3 stehen den Passagieren unter anderem zwei Aufenthaltsräume und ein Kiosk zur Verfügung. Auf Deck 4 befinden sich die Einrichtungen für die Schiffsbesatzung sowie für die Passagiere zugängliche offene Deckbereiche mit Sitzgelegenheiten. Deck 5 ist die Brücke, die mittig auf die Decksaufbauten aufgesetzt ist.